# Ludwigia epilobioides
Ludwigia epilobioides là một loài thực vật có hoa trong họ Anh thảo chiều. Loài này được Maxim. mô tả khoa học đầu tiên năm 1859.

## Hình ảnh

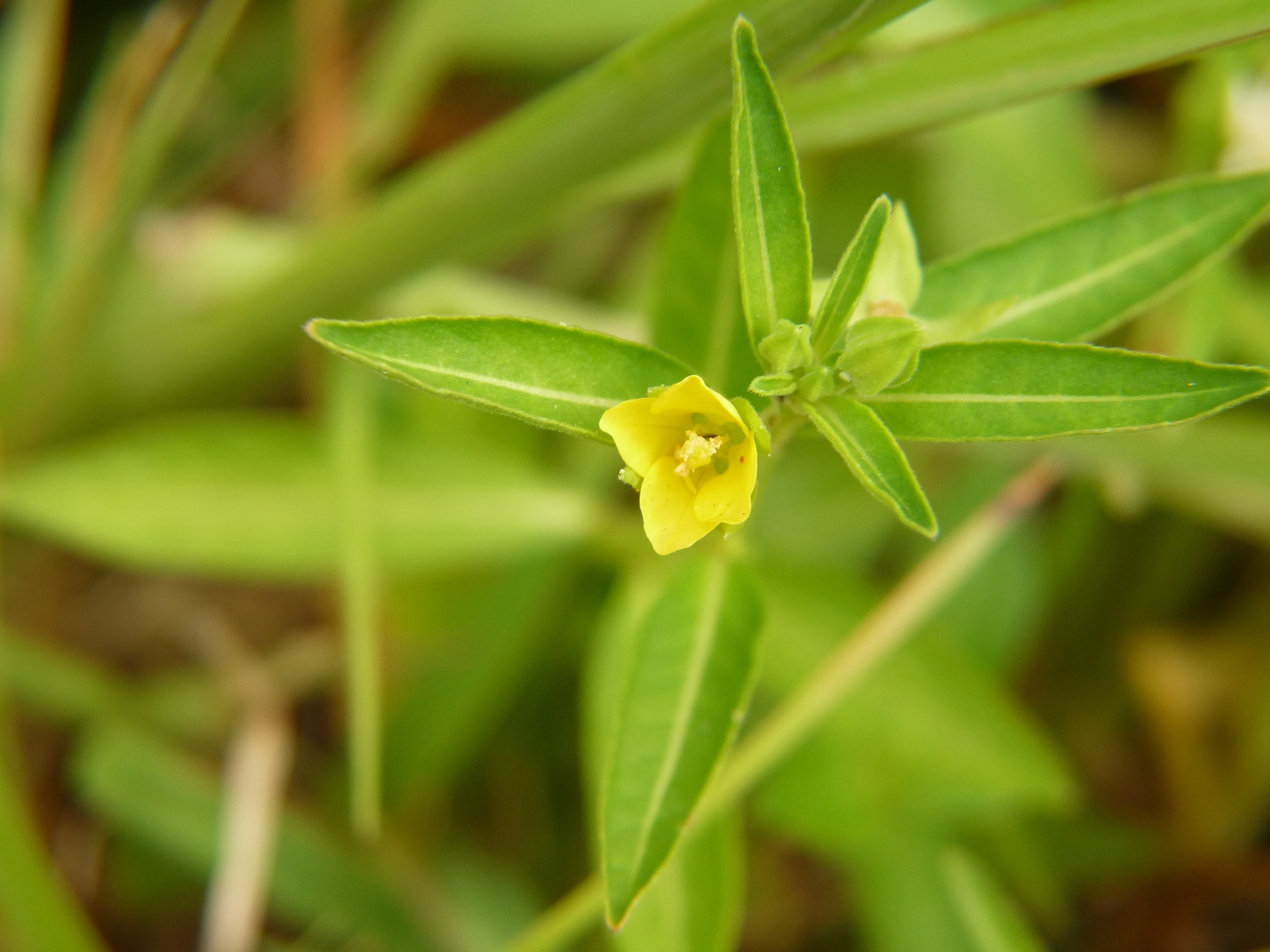